# Commiphora stellulata
Commiphora stellulata är en tvåhjärtbladig växtart som beskrevs av Joseph Marie Henry Alfred Perrier de la Bâthie. Commiphora stellulata ingår i släktet Commiphora och familjen Burseraceae. Inga underarter finns listade i Catalogue of Life.